# Nickelodeon Kids' Choice Awards Colombia
Los Kids' Choice Awards Colombia  fueron la edición colombiana de los populares premios Nickelodeon's Kids Choice Awards, realizados en la ciudad de Bogotá. En los Kids' Choice Awards México 2013, Colombia fue homenajeada con dos categorías especiales, las dos categorías estuvieron en el top 5 de las categorías con más votación, lo que paralizó a los productores y fue ahí donde se decidió que se realizarían los Kids Choice Awards Colombia, la ceremonia es la 4 de su sección junto con la ceremonia de México, Argentina y Brasil. La primera entrega oficial de los premios fue 30 de agosto de 2014 en Bogotá.
En 2017 fue la última entrega de los Kids' Choice Awards Colombia.

## Información general
| Año  | País     | Ciudad           | Lugar                            | Conductor(es)                                           | Presentador(es) | Personaje del Año |
| ---- | -------- | ---------------- | -------------------------------- | ------------------------------------------------------- | --- | ----------------- |
| 2013 | México   | Ciudad de México | Pepsi Center WTC                 | Andrés Mercado                                          | Riva Gabriela Villalba | Mariana Pajón     |
| 2014 | Colombia | Bogotá           | Corferias                        | Maluma                                                  | Brenda Asnicar Linda Palma Natalia París Carolina Cruz Sebastián Yepes Naty Botero Laura Tobón Alexa PenaVega Maleja Restrepo Pipe Bueno Jorge Enrique Abello Carlos PenaVega Mercedes Lambre Greeicy Rendón Lorena García Jorge Blanco | Tony Navia        |
| 2015 | Colombia | Bogotá           | Corferias                        | Sebastián Villalobos Martina La Peligrosa Tostao        | Brenda Asnicar Linda Palma Piso 21 Juanes LEVIT Salome Camargo JBalvin Alejandra Azcarate María Gabriela de Faría Juan Pablo Jaramillo Nicolás Arrieta Austin Mahone Mario Espitia                                                      | Juanes            |
| 2016 | Colombia | Bogotá           | Palacio de los Deportes (Bogotá) | María Gabriela de Faría Juan Pablo Jaramillo Mario Ruiz | Andrea Serna Karol G Isabella Castillo Pipe Bueno | Fonseca           |
| 2017 | Colombia | Bogotá           | Chamorro City Hall               | Andrea Serna Sebastián Yatra                            | |                   |

## Premios por países
| País           | 2013 | 2014 | 2015 | 2016 | 2017 | Total |
| -------------- | ---- | ---- | ---- | ---- | ---- | ----- |
| Colombia       | 2    | 9    | 8    | 10   | 13   | 42    |
| Estados Unidos | N/A  | 2    | 6    | 7    | 5    | 20    |
| Argentina      | N/A  | 2    | N/A  | 2    | 2    | 6     |
| México         | N/A  | 1    | 1    | N/A  | 1    | 3     |
| Inglaterra     | N/A  | N/A  | 1    | N/A  | N/A  | 1     |
| Perú           | N/A  | N/A  | 1    | N/A  | N/A  | 1     |
| Venezuela      | N/A  | N/A  | 1    | 1    | N/A  | 2     |
| Cuba           | N/A  | N/A  | N/A  | N/A  | 2    | 2     |

## Ediciones

### Nominaciones en Kids Choice Awards México 2013
En 2013, Nickelodeon confirmó dos nuevas categorías en los Kids Choice Awards México (los cuales son los principales en Latinoamérica), debido a los buenas calificaciones que obtuvo Colombia en los años 2012–2013 por series emitidas en Nickelodeon. Se realizaron dos categorías especiales para reconocer y homenajear el talento colombiana, las cuales fueron Personaje del año (colombiano) y Mejor artista musical (colombiano). En las nominaciones se tuvo en cuenta a cantantes, presentadores, atletas y actores, en los cuales se destacaron Alkilados, Linda Palma, Diego Sáenz, Piso 21, Mariana Pajón, entre otros. Los ganadores fueron la agrupación musical Alkilados y la medallista olímpica Mariana Pajón. Tuvo tanto éxito la votación, que fue anunciado que las dos categorías colombianas estuvieron en el top 5 de las categorías con más votación, lo cual dejó sorprendido a los realizadores de los premios. Dados los excelentes promedios y resultados de las de Colombia, se confirmó que los Nickelodeon's Kids Choice Awards llegarían a Colombia en 2014, a mediados de agosto.

### Kids' Choice Awards Colombia 2014

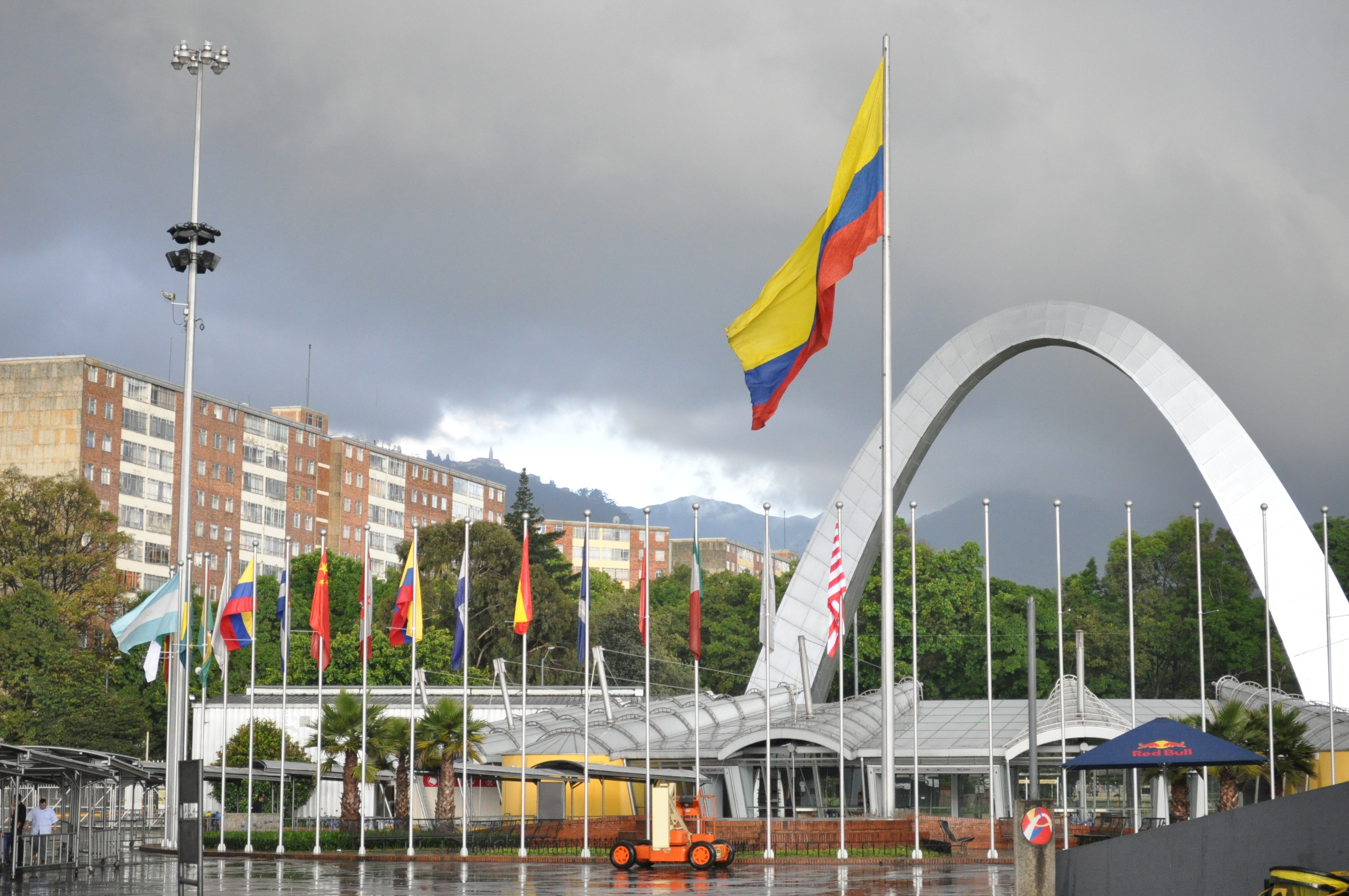
Ciudad Teatro Corferias Lugar usado para los Kids Choice Awards Colombia 2014, solo se usó el Recinto número 14 debido a que el lugar era muy grande

Después del éxito en la votación de los Kids Choice Awards México 2013, en la que sobresalieron las categorías colombianas y obtuvieron grandes resultados, y también gracias a la serie colombiana Chica Vampiro (que arrasó en índice de audiencia en Nickelodeon Latinoamérica), el UPFront 2014 de Nickelodeon Latinoamérica, decidió que se realizarían por primera vez la entrega de los premios Nickelodeon's Kids Choice Awards en Colombia. Se anunció que sería en la ciudad de Bogotá, la fecha estuvo confirmada para el 30 de agosto de 2014 en Corferias (centro de ferias, eventos y conciertos), sería conducida por el cantante Maluma y que contarían con actuaciones especiales tanto nacionales como internacionales, como Jorge Blanco (que al enterarse de la noticia, se emocionó t ofreció show en vivo) y Carlos Pena. El 24 de junio fueron anunciados los prenominados para cada categoría, pero se alargó hasta 27 de julio por la cantidad de votos que llegaban a la página oficial de los premios. La votación oficial empezó el 30 de julio.

### Kids' Choice Awards Colombia 2015
Al finalizar la premiación de 2014, Maluma confirmó la premiación para 2015. La primera fase de votación dio inicio el 23 de junio de 2015. La premiación se realizó nuevamente en la ciudad de Bogotá en el Teatro Conferias y fue el sábado 29 de agosto y se transmitió por Nickelodeon el 3 de septiembre a las 7 p. m., y por Señal Colombia el 6 de septiembre. Los anfritiones son el youtuber Sebastián Villalobos, la cantante Martina La Peligrosa y Tostao, miembro de Chocquibtown.

### Kids' Choice Awards Colombia 2016

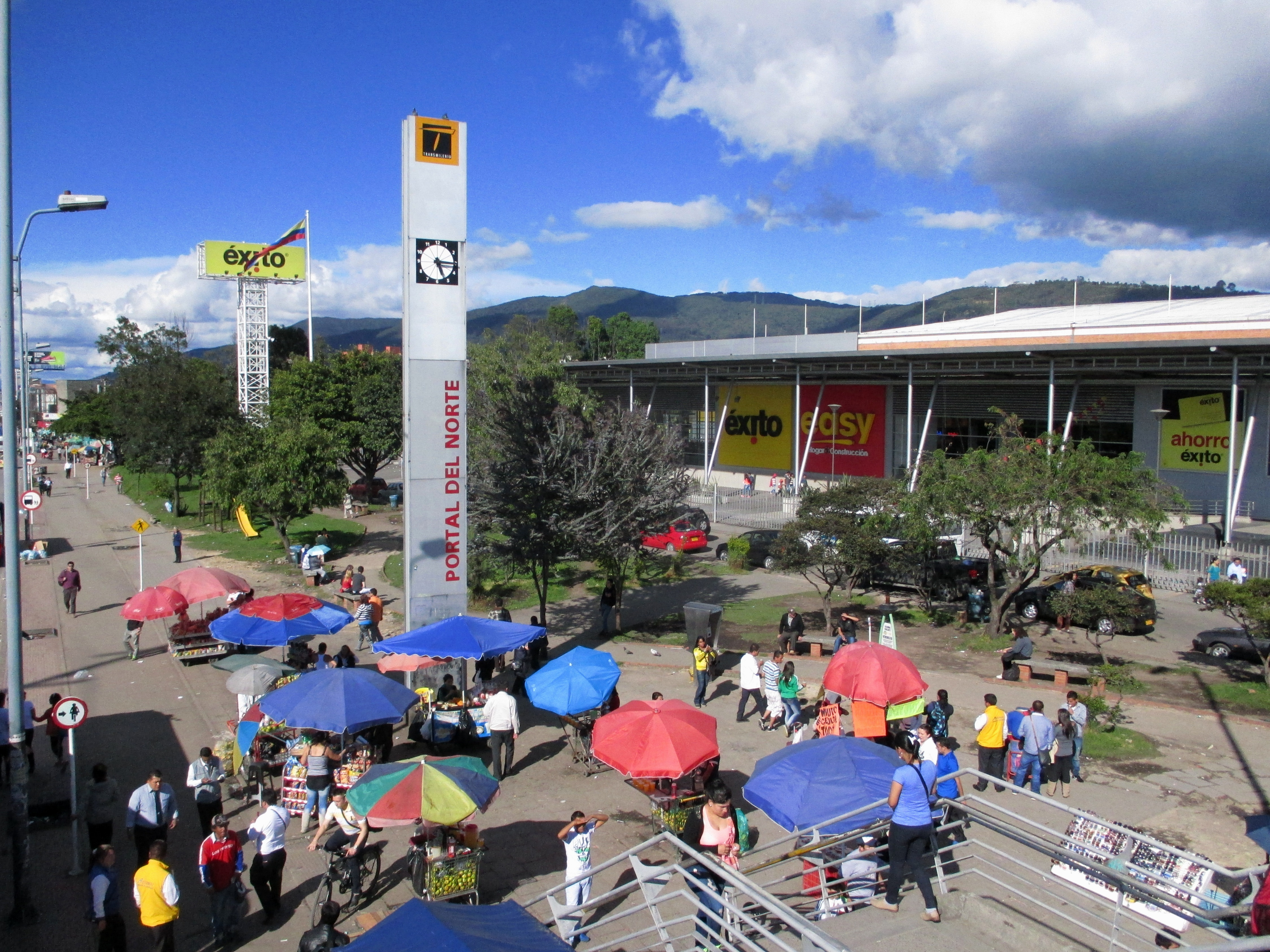
Autopista Norte lugar del Parque Deportivo de Bogotá

Al finalizar la premiación de 2015 Juanes confirmó la premiación para 2016, aunque no dio muchos detalles. Finalmente en octubre de 2015 se anunció en el UP-Front que ya no se desarrollaría en Corferias debido al gran interés de los jóvenes y tanta aceptación muy similar pero no igual a la de Estados Unidos se desarrollaría en el Palacio de los Deportes de Bogotá. Los presentadores de esta edición fueron los influencers Juan Pablo Jaramillo y Mario Ruíz acompañados por la actriz juvenil María Gabriela de Faría.

### Kids' Choice Awards Colombia 2017
Al finalizar la premiación de 2016, se confirmó la edición para 2017 cuya sede para albergar los premios será el Chamorro City Hall en Bogotá, las votaciones iniciaron 19 de julio para la primera fase, mientras que la segunda fase dio inicio el 24 de agosto. Los conductores de los premios fueron la modelo y presentadora de televisión Andrea Serna y el cantante Sebastián Yatra.

## Premios
Esta tabla muestra los premios de cada edición de los Kids Choice Awards Colombia.
|                                 | 2010s | 2010s | 2010s | 2010s | 2010s |
| Categoría                       | 2013  | 2014  | 2015  | 2016  | 2017  |
| ------------------------------- | ----- | ----- | ----- | ----- | ----- |
| Canción latina Favorita         | No    | Sí    | Sí    | Sí    | Sí    |
| Artista Internacional Favorito  | No    | Sí    | Sí    | Sí    | Sí    |
| Personalidad Favorita en la Web | No    | No    | Sí    | No    | No    |
| Deportista del Año              | No    | Sí    | Sí    | Sí    | Sí    |
| Actor Favorito                  | No    | Sí    | Sí    | Sí    | Sí    |
| Actriz Favorita                 | No    | Sí    | Sí    | Sí    | Sí    |
| Caricatura Favorita             | No    | Sí    | Sí    | Sí    | Sí    |
| Película Favorita               | No    | Sí    | Sí    | Sí    | Sí    |
| Programa de TV Favorito         | No    | Sí    | Sí    | Sí    | Sí    |
| Programa Internacional Favorito | No    | Sí    | Sí    | Sí    | Sí    |
| Videojuego Favorito             | No    | Sí    | Sí    | Sí    | Sí    |
| Villano Favorito                | No    | Sí    | Sí    | Sí    | Sí    |
| Artista Colombiano Favorito     | Sí    | Sí    | Sí    | Sí    | Sí    |
| Personaje colombiano Favorito   | Sí    | No    | No    | No    | No    |
| Tuitero Favorito                | Sí    | Sí    | Sí    | Sí    | No    |
| Programa de Radio Favorito      | No    | Sí    | Sí    | Sí    | Sí    |
| App Favorita                    | No    | Sí    | Sí    | Sí    | Sí    |
| WebSite Favorita                | No    | Sí    | Sí    | Sí    | Sí    |
| Reality Favorito                | No    | Sí    | Sí    | Sí    | No    |
| Ayuda a Tu Mundo                | No    | Sí    | No    | No    | No    |
| Youtuber Favorito(a)            | No    | No    | No    | Sí    | No    |
| Chico Trendy                    | No    | No    | No    | Sí    | Sí    |
| Chica Trendy                    | No    | No    | No    | Sí    | Sí    |
| Video Viral                     | No    | No    | No    | Sí    | No    |
| La Cara Más Nueva               | No    | Sí    | Sí    | Sí    | No    |
| Trayectoria                     | No    | Sí    | No    | No    | No    |
| Premio Pro-Social               | No    | No    | Sí    | Sí    | No    |
| Youtuber Favorito               | No    | No    | No    | No    | Sí    |
| Youtuber Favorita               | No    | No    | No    | No    | Sí    |
| Instagrammer Favorito           | No    | No    | No    | No    | Sí    |
| Gamer Favorito                  | No    | No    | No    | No    | Sí    |
| Musical.ly Favorito             | No    | No    | No    | No    | Sí    |
| Mejor Fandom                    | No    | No    | No    | No    | Sí    |
| Colaboración Favorita           | No    | No    | No    | No    | Sí    |
| 20 Años Nick en Latinoamérica   | No    | No    | No    | No    | Sí    |

### Premio Trayectoria
Esta es la lista de los homenajeados como Trayectoria en los Kids Choice Awards Colombia, el cual hasta ahora solo se ha entregado en el año 2014
| Año  | Homenajeado |
| ---- | ----------- |
| 2014 | Tony Navia  |

### Premio Pro-Social
Esta es la lista de los homenajeados como Trayectoria en los Kids Choice Awards Colombia, el cual hasta ahora solo se ha entregado en el año 2015 y 2016, y reemplazo del premio Trayectoria
| Año  | Homenajeado |
| ---- | ----------- |
| 2015 | Juanes      |
| 2016 | Fonseca     |

### 20 Años Nick
Esta categoría homenajea a los 20 años del canal Nickelodeon Latinoamérica, la cual solo se ha entregado en 2017 premiando al mejor programa del canal en sus 20 años de historia.
| Año  | Homenajeado |
| ---- | ----------- |
| 2017 | iCarly      |

## Artistas Bañados En Slime
| Año  | Artistas                                                                                                  |
| ---- | --- |
| 2014 | Maluma Pipe Bueno Ana Maria Estupiñan                                                                     |
| 2015 | Mario Espitia Juanes Sebastián Villalobos Martina La Peligrosa Tostao                                     |
| 2016 | Juan Pablo Jaramillo Mario Ruiz María Gabriela de Faría Isabella Castillo Pipe Bueno Fonseca Martin Barba |
| 2017 | Andrea Serna Sebastián Yatra Danielle Arciniegas                                                          |